# Pentispa pratti
Pentispa pratti es una especie de insecto coleóptero de la familia Chrysomelidae.
Fue descrita científicamente en 1932 por Pic.